# Мухаммад-шах I
Насир уд-Дин Мухаммад шах I, с рождения — Татар-Хан (? — 1404) — второй правитель Гуджаратского султаната из династии Музаффаридов (1403—1404), сын Музаффар-шаха I.

## Биография
Около 1396 года Татар-хан, сын Зафар-хана, оставив свой обоз в крепости Панипат, предпринял попытку захватить Дели, столицу Делийского султаната. Но Икбал-хан отбил форт Панипат, захватил обоз Татар-хана и заставил его отступить в Гуджарат.
После смерти делийского султана Насир уд-дина Мухаммад-шаха III 20 января 1394 года на султанский престол вступил его сын Ала-уд-дин Сикандар-шах, но он скончался всего через 45 дней (8 марта 1394 года). Ему наследовал его брат Насир уд-дин Махмуд-шах Туглак II (1394—1413). О своих претензиях на султанат заявил его двоюродный брат Насир-уд-дин Нусрат-шах в Фирозабаде. В сложившейся ситуации среднеазиатский завоеватель Тамерлан вторгся в Северную Индию и двинулся на Дели в 1398 году. В начале 1399 года Тамерлан разгромил Махмуд-шаха II. Столица Дели была взята и разграблена. Султан Махмуд II вынужден был бежать и после многих скитаний прибыл в город Патан. Он рассчитывал на поддержку гуджаратского наместника Зафар-хана в походе на Дели, но последний отказался. Отгда он отправился в Манду, но ему снова отказался местный губернатор. Тем временем его визирь Икбал-хан изгнал Нусрат-шаха из Дели. Махмуд-шах II вернулся в Дели, но у него не было достаточной власти над провинциями, которые управлялись независимыми от него губернаторами.
В 1403 году Татар-хан, сын Зафар-хана, призвал своего отца выступить маршем на Дели, чтобы воспользоваться сложившейся ситуацией, но последний вновь отказался. В результате в том же 1403 году Татар-хан заключил своего отца Зафар-хана в тюрьму в крепости Ашавал (будущий Ахмадабад) и провозгласил себя султаном под титулом Мухаммад-шаха I. Он подчинил вождя Нандода в Раджпипле. Затем Мухаммад-шах выступил на Дели, но по дороге он был отравлен своим дядей Шамс-ханом Дандани в Синоре на северном берегу реки Нармада. Некоторые источники говорят, что он скончался естественным образом из-за погоды или из-за своей привычки к сильному пьянству. После смерти Мухаммад-шаха Зафар-хан был освобожден из тюрьмы в 1404 году. Зафар-хан попросил своего младшего брата Шамс-хана Дандани принять правление в свои руки, но последний отказался. Тогда Зафар-хан взял на себя контроль над управлением провинцией Гуджарат. В 1407 году Зафар-хан провозгласил себя султаном Музаффар-шахом I в Бирпуре или Шерпуре, став чеканить монеты от своего имени.